# Ustra

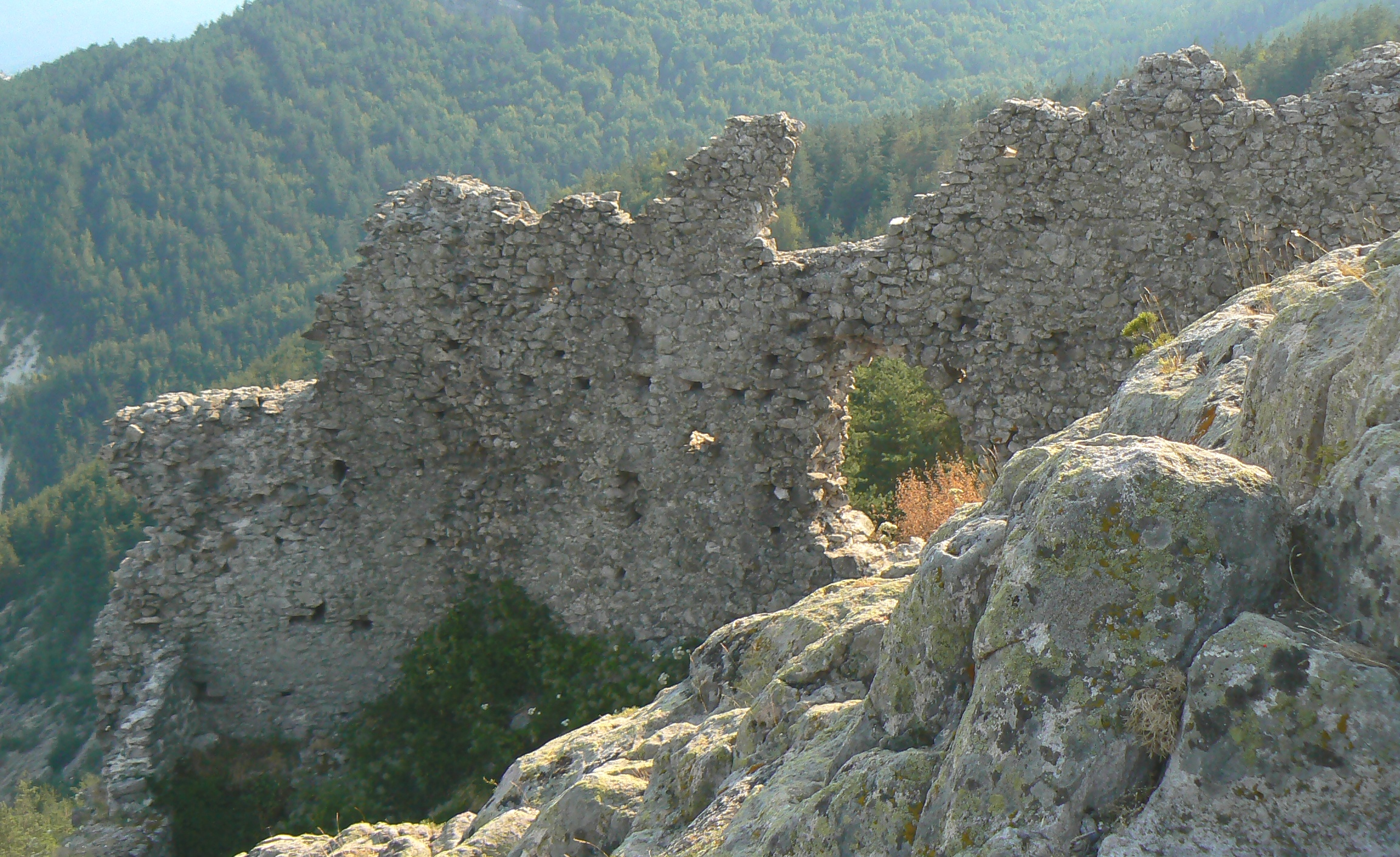
Murailles de la forteresse vues de l’intérieur

Ustra (en bulgare Устра) est une forteresse bulgare.
C'est l’une des forteresses les mieux conservées des Rhodopes : ses murailles ont une hauteur d’environ 10 m. Elle a été construite au Xe siècle par l’Empire byzantin afin de défendre une importante route commerciale passant près du site.
La forteresse se trouve dans l’oblast de Kărdžali, sur le territoire de l’obština de Džebel, à 1,5 km environ du village d’Ustren, sur la route qui mène à la ville de Zlatograd. Située à 1 015 m d’altitude, sur un sommet escarpé, elle domine largement les Rhodopes orientales.

## Histoire
Selon les données archéologiques disponibles, elle daterait au plus tôt du règne de l’empereur byzantin Constantin VII Porphyrogénète (913-959). Il est probable que le souverain bulgare Siméon Ier le Grand prit la forteresse, puis fut obligé de la rétrocéder aux Byzantins en échange de la reconnaissance de son titre de tsar des Bulgares. À la suite de l’annulation du traité entre les deux monarques par la mère de l’empereur byzantin, Zoé Carbonopsina, la bataille d'Anchialos (917) se solda par une défaite cuisante des Byzantins. Malgré cela, après la mort de Siméon Ier le Grand en 927, la forteresse d’Ustra resta durablement sous le contrôle de l’Empire byzantin, même s’il est probable qu’elle ait souvent changé de mains entre le XIIe et le XIVe siècle. Ainsi, elle a sans doute été prise par les Bulgares sous le règne d’Ivan Asen II.

## Utilisation du nom dans l'Antarctique
Le Pic d’Ustra (en bulgare vrăh Ustra) sur l'Île Livingston dans l'archipel des Îles Shetland du Sud au nord du continent Antarctique a été baptisé ainsi en l'honneur de la forteresse par la Commission bulgare pour les toponymes antarctiques après l'expédition Tangra de 2004-2005.